# Lvbel C5
Lvbel C5 (* 20. April 2001 in Sakarya; bürgerlich Süleyman Burak Bodur) ist ein türkischer Rapper.

## Karriere
Seine Rapkarriere begann im Jahr 2019 mit dem Song FaceTime. In den ersten Jahren hat er des Öfteren mit dem Rapper Batuflex zusammengearbeitet. Den Durchbruch erreichte er mit den Singles 10 Numara und Ralli. 
Das Debüt-Album C5Mode folgte im Jahr 2022, ein Jahr später das zweite Album Baba.
In seiner bisherigen Karriere hat er mit anderen bekannten Rappern wie Murda, Uzi, Cakal, Alizade oder Akdo zusammengearbeitet. Der Song Bana Gönder! mit RAF Camora erreichte Platz 56 der österreichischen Charts.
Daneben hat Lvbel C5 mit Songs wie Dacia, Gaz Pedal, Submariner, Doğuştan Beri Haklıyım (tmm), nE !?, Sezen Aksu oder zuletzt mit Havhavhav besondere Aufmerksamkeit erzielt.

## Diskografie

### Alben
- 2022: C5Mode
- 2023: Baba
- 2025: Sözde Kimseler Sevmiyor

### EPs
- 2024: #1
- 2024: Tempo

### Singles
| - 2019: FaceTime (mit Batuflex) - 2019: Drop - 2019: Atm (mit Batuflex) - 2020: F30 (mit UMK) - 2020: Çevir - 2020: Zor - 2020: Hani - 2021: Aynen Öyle - 2021: Andale - 2021: Amcas Rmx (mit Batuflex, Critical & Uzi) - 2021: Dans - 2021: Ralli (mit Batuflex) - 2021: KHRBR (mit Batuflex, Uzi, Ati241, Motive & Murda von GNG) - 2021: 10 Numara - 2021: Hong Kong (mit Batuflex) - 2022: Yallah (mit Batuflex & Montiego) - 2022: Paranoya (mit Batuflex) - 2022: Yapamam - 2022: Gelmezsen Gelme - 2022: Gönder Gelsin (mit Batuflex) - 2022: 200 Milyar - 2022: Olsun - 2022: Sevmiş Gibi (mit Eftalya Yağcı) - 2022: Movie - 2022: Inatla - 2023: Dacia - 2023: Gaz Pedal (mit Arem Ozguc & Arman Aydin) - 2023: Baba | - 2023: Izledi Mahalle - 2023: Lets go Party (mit Gambi) - 2023: Bana Gönder! (mit RAF Camora) - 2023: Jet Baba (mit Cakal) - 2024: Doğuştan Beri Haklıyım (tmm) - 2024: Shot - 2024: Yıldızlar şahit aşkıma - 2024: Pistola (mit Ashafar) - 2024: Killa Intro (mit Akdo) - 2024: Submariner (mit Akdo) - 2024: Sezen Aksu - 2024: nE !? - 2024: behzat ç (mit Akdo) - 2024: Yetmedi (mit Akdo) - 2024: Tempo - 2024: Çözemezler (mit Akdo) - 2024: Kasa Orijinal (mit Arem Ozguc & Arman Aydin) - 2024: Prenses - 2024: Daş (mit Murda) - 2024: Benle misin? - 2025: Havhavhav - 2025: kAHpE (mit Akdo & Alizade) - 2025: Ha Ha Ha Ha (mit Akdo) - 2025: Istemem! (mit Arta & Koorosh) - 2025: Aşkım Allah Kurtarsın - 2025: Dubaiiiiii (mit Akdo) - 2025: Mermer (mit Akdo) - 2025: Tak Tak Tak |

### Remixe
- 2022: Nkbi X Yapamam (mit Güneş)
- 2023: Lvbel C5 X Fumez the Engineer (mit Fumez The Engineer)
- 2024: Dacia X Yatiya (mit Melis Kar)
- 2024: Iltimas X Submariner (mit Gülşen, Murat Boz & Akdo)